# 버밍엄에지버스턴 (영국 의회 선거구)
버밍엄에지버스턴 (Birmingham Edgbaston)은 영국 의회의 하원에서 지역을 대표하는 버밍엄시의 선거구이다. 2017년부터 노동당의 프레트 길이 지역구 의원을 맡고 있다.
네빌 체임벌린 전 영국 총리 (1937~1940)의 지역구이기도 했으며, 1953년부터는 여성 국회의원만 당선되고 있다.

## 역사
1898년부터 1992년까지 보수당 의원만 배출되던 보수당 지역구였다. 하지만 1997년 총선에서 지셀라 스튜어트 노동당 후보가 10%의 표차로 처음 당선되었으며, 2001년 총선에서는 12.1%의 다소 줄어든 표차로 재선에 성공했다. 2015년 총선에서도 승리하여 5선 의원이 되었으나, 경합차가 더욱 좁혀져 노동당이 승리한 지역구 232곳 결과 중에서 13번째로 근소하게 승리한 것으로 기록되었다.
1997년 5월 총선 당시 버밍엄에지웨스턴은 전국에서 아홉번째로 선거 결과가 확정되었으며, 보수당에서 노동당으로 넘어간 첫번째 지역구로 기록됐다. 노동당으로의 선회 표심은 약 10%에 달했으며, 99년간의 보수당 지역구 역사를 깨뜨린 의미있는 순간인 동시에, 노동당의 총선 압승을 예고하였다. 1997년 총선 이후로 지금까지도 버밍엄에지버스턴은 노동당의 지역구로 남아 있다.
버밍엄에지웨스턴은 1953년부터 여성 국회의원만 배출하고 있는, 영국에서 유일무이한 기록도 갖고 있다. 현재 지역구 의원으로 있는 노동당의 프레트 길은 영국 최초의 여성 시크교도 국회의원이다. 길 의원은 2017년 영국 총선에서 지역 중진의원 지셀라 스튜어트를 누르고 처음으로 당선됐다. 최근 들어서 경합지역구로 분류되고 있으나, 2017년과 2019년 총선에서는 여전히 노동당이 50% 넘는 득표율을 기록하였다.
2019년 총선에서의 투표율은 61.5%였다. 역대 총선 중 최고투표율은 1950년 총선의 78.8%였으며, 최저투표율은 1918년 총선의 48%였다.

## 지역 정보
버밍엄시 중심부의 남서부에 해당되는 지역구로, 주택가와 공원이 대부분이다. 지역주민의 소득은 고위에서 중위층에 해당된다. 공영 주택, 에지버스턴 크리켓 그라운드를 비롯한 공원지대, 중학교 두 곳이 있다. 수십년간 보수당의 텃밭 지역구였으며 에지버스턴과 바틀리그린 일대는 탄탄한 보수당 지지 기반을 이루고 있다. 다만 퀸턴이나 하본 같은 하위소득 지역에서는 노동당 지지세를 보이며 1997년 총선 이래 노동당 지역구로 변모하는 계기를 마련하였다. 버밍엄 대학교의 본 캠퍼스와 기숙사 대부분이 속해 있는 지역이기도 하다.

## 구획
- 1885–1918년: 버밍엄 시급자치구 에지버스턴, 로튼파크 일부, 하본 지방정부구, 볼솔히스 지방정부구
- 1918–1974년: 버밍엄 주급자치구 에지버스턴, 하본, 마켓홀
- 1974–1983년: 버밍엄 주급자치구 더리텐드, 에지버스턴, 하본, 퀸턴
- 1983–1997년: 버밍엄시 에지버스턴, 하본, 퀸턴
- 1997–2018년: 버밍엄시 바틀리그린, 에지버스턴, 하본, 퀸턴
- 2018년~: 버밍엄시 바틀리그린, 에지버스턴, 하본, 퀸턴, 노스에지버스턴 일부, 월리 셀리오크 일부, 볼솔히스웨스트 일부

## 역대 국회의원
| 선거 | 선거   | 의원            | 정당           | 비고                                               |
| ---- | ------ | --------------- | -------------- | -------------------------------------------------- |
|      | 1885년 | 조지 딕슨       | 자유당         |                                                    |
|      | 1886년 | 조지 딕슨       | 자유연합당     |                                                    |
|      | 1898년 | 프랜시스 로     | 보수당         |                                                    |
|      | 1929년 | 네빌 체임벌린   | 보수당         | 영국 총리 (1937~1940)                              |
|      | 1940년 | 피터 버닛       | 보수당         | 1953년 귀족 추대로 의원직 사퇴                     |
|      | 1953년 | 에디스 피트     | 보수당         | 1966년 1월 사망, 연이은 총선으로 재보궐선거 미실시 |
|      | 1966년 | 질 나이트       | 보수당         |                                                    |
|      | 1997년 | 지셀라 스튜어트 | 노동당         |                                                    |
|      | 2017년 | 프리트 길       | 노동협동조합당 |                                                    |

## 선거

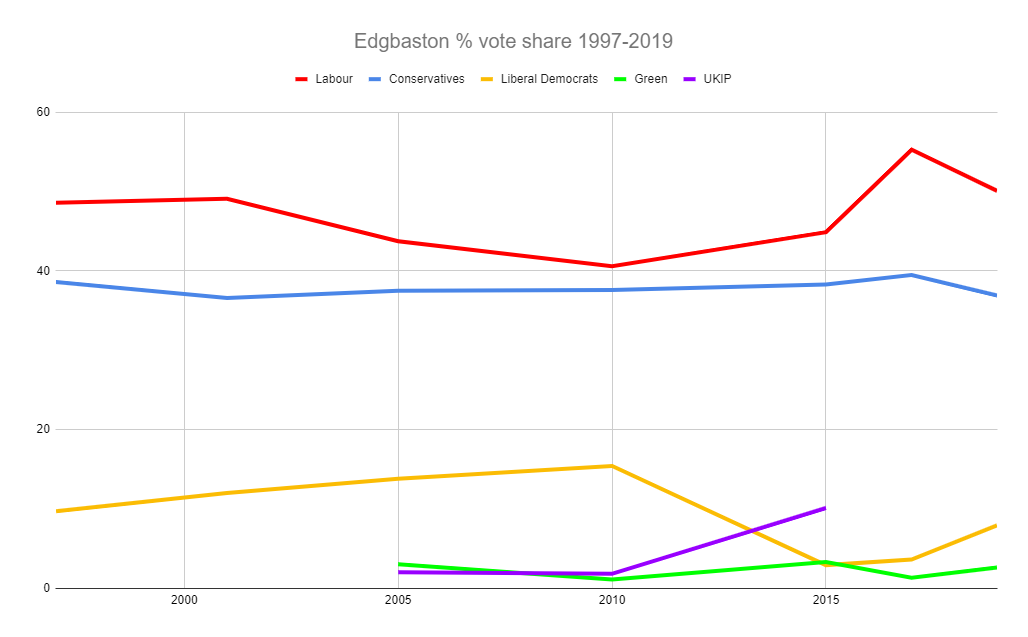
역대 선거 결과

### 2010년대
| 선거                                                       | 선거 결과 | 선거 결과                                           | 후보            | 후보                           | 정당   | 득표   | %     | ±%    |
| ---------------------------------------------------------- | --------- | --------------------------------------------------- | --------------- | ------------------------------ | ------ | ------ | ----- | ----- |
| 2019년 총선 투표수: 42,328 (61.5%) (-2.6)                  |           | 노동당 유지 과반 득표: 5,614 (13.3%) -2.6           |                 | 프리트 길                      | 노동당 | 21,217 | 50.1  | -5.2  |
| 2019년 총선 투표수: 42,328 (61.5%) (-2.6)                  |           | 노동당 유지 과반 득표: 5,614 (13.3%) -2.6           | 알렉스 입       | 보수당                         | 15,603 | 36.9   | -2.6  |       |
| 2019년 총선 투표수: 42,328 (61.5%) (-2.6)                  |           | 노동당 유지 과반 득표: 5,614 (13.3%) -2.6           | 콜린 그린       | 자유민주당                     | 3,349  | 7.9    | +4.3  |       |
| 2019년 총선 투표수: 42,328 (61.5%) (-2.6)                  |           | 노동당 유지 과반 득표: 5,614 (13.3%) -2.6           | 필 심슨         | 녹색당                         | 1,112  | 2.6    | +1.3  |       |
| 2019년 총선 투표수: 42,328 (61.5%) (-2.6)                  |           | 노동당 유지 과반 득표: 5,614 (13.3%) -2.6           | 데이비드 윌크스 | 브렉시트당                     | 1,047  | 2.5    | 신인  |       |
| 2017년 총선 유권자수: 68,091 투표수: 43,612 (64.1%) (+1.1) |           | 노동당 유지 과반 득표: 6,917 (15.8%) +9.2           |                 | 나이절 밀스                    | 노동당 | 24,124 | 55.3  | +10.4 |
| 2017년 총선 유권자수: 68,091 투표수: 43,612 (64.1%) (+1.1) |           | 노동당 유지 과반 득표: 6,917 (15.8%) +9.2           | 캐럴라인 스퀴어 | 보수당                         | 17,207 | 39.5   | +1.2  |       |
| 2017년 총선 유권자수: 68,091 투표수: 43,612 (64.1%) (+1.1) |           | 노동당 유지 과반 득표: 6,917 (15.8%) +9.2           | 콜린 그린       | 자유민주당                     | 1,564  | 3.6    | +0.7  |       |
| 2017년 총선 유권자수: 68,091 투표수: 43,612 (64.1%) (+1.1) |           | 노동당 유지 과반 득표: 6,917 (15.8%) +9.2           | 앨리스 키프     | 녹색당                         | 562    | 1.3    | -2.0  |       |
| 2017년 총선 유권자수: 68,091 투표수: 43,612 (64.1%) (+1.1) |           | 노동당 유지 과반 득표: 6,917 (15.8%) +9.2           | 딕 로저스       | 틀:정당색/영국을 확인해 주세요 | 155    | 0.4    | 신인  |       |
| 2015년 총선 유권자수: 65,591 투표수: 41,293 (63.0%) (+2.4) |           | 노동당 유지 과반 득표: 2,706 (6.6%) +3.5 +1.8% 선회 |                 | 지셀라 스튜어트                | 노동당 | 18,518 | 44.9  | +4.3  |
| 2015년 총선 유권자수: 65,591 투표수: 41,293 (63.0%) (+2.4) |           | 노동당 유지 과반 득표: 2,706 (6.6%) +3.5 +1.8% 선회 | 루크 에반스     | 보수당                         | 15,812 | 38.3   | +0.7  |       |
| 2015년 총선 유권자수: 65,591 투표수: 41,293 (63.0%) (+2.4) |           | 노동당 유지 과반 득표: 2,706 (6.6%) +3.5 +1.8% 선회 | 그레이엄 쇼트   | 영국 독립당                    | 4,154  | 10.1   | +8.3  |       |
| 2015년 총선 유권자수: 65,591 투표수: 41,293 (63.0%) (+2.4) |           | 노동당 유지 과반 득표: 2,706 (6.6%) +3.5 +1.8% 선회 | 필립 심슨       | 녹색당                         | 1,371  | 3.3    | +2.2  |       |
| 2015년 총선 유권자수: 65,591 투표수: 41,293 (63.0%) (+2.4) |           | 노동당 유지 과반 득표: 2,706 (6.6%) +3.5 +1.8% 선회 | 리 다그         | 자유민주당                     | 1,184  | 2.9    | -12.5 |       |
| 2015년 총선 유권자수: 65,591 투표수: 41,293 (63.0%) (+2.4) |           | 노동당 유지 과반 득표: 2,706 (6.6%) +3.5 +1.8% 선회 | 가브리엘 우칸두 | 기독당                         | 163    | 0.4    | +0.1  |       |
| 2015년 총선 유권자수: 65,591 투표수: 41,293 (63.0%) (+2.4) |           | 노동당 유지 과반 득표: 2,706 (6.6%) +3.5 +1.8% 선회 | 헤나 레이       | 무소속                         | 91     | 0.2    | 신인  |       |

## 같이 보기
- 버밍엄의 영국 의회 선거구

### 참조주
1. ↑  “Birmingham, Edgbaston: Usual Resident Population, 2011”. 《Neighbourhood Statistics》. Office for National Statistics. 2016년 3월 3일에 원본 문서에서 보존된 문서. 2015년 1월 29일에 확인함.
2. ↑  “Electorate Figures – Boundary Commission for England”. 《2011 Electorate Figures》. Boundary Commission for England. 2011년 3월 4일. 2010년 11월 6일에 원본 문서에서 보존된 문서. 2011년 3월 13일에 확인함.
3. ↑  List of Labour MPs elected in 2015 by % majority 보관됨 2017-06-27 - 웨이백 머신  UK Political.info.  Retrieved 2017-01-29
4. ↑  “Order of Declaration in the 1997 Election”. 《demon.co.uk》. 2020년 2월 18일에 원본 문서에서 보존된 문서. 2021년 12월 30일에 확인함.
5. ↑  “House of Commons Hansard Debates for 10 Apr 2013 (pt 0002)”. 《parliament.uk》.
6. ↑  “Voter Power Index results for Birmingham Edgbaston”. 《voterpower.org.uk》.
7. ↑  레이그 레이먼트의 연도별 국회의원 목록 (Leigh Rayment's Historical List of MPs) –  'N'로 시작하는 선거구 - part 2
8. ↑  “Birmingham Edgbaston Parliamentary constituency”. 《BBC News》. BBC. 2019년 11월 30일에 확인함.
9. ↑  Kimber, Richard. “General Election 2015”. 《Political Science Resources》. 2017년 3월 10일에 원본 문서에서 보존된 문서. 2017년 4월 1일에 확인함.
10. ↑  “Election Data 2015”. Electoral Calculus. 2015년 10월 17일에 원본 문서에서 보존된 문서. 2015년 10월 17일에 확인함.